# Elecciones estatales en Brasil de 2018

Resultados por partidos de las elecciones estatales

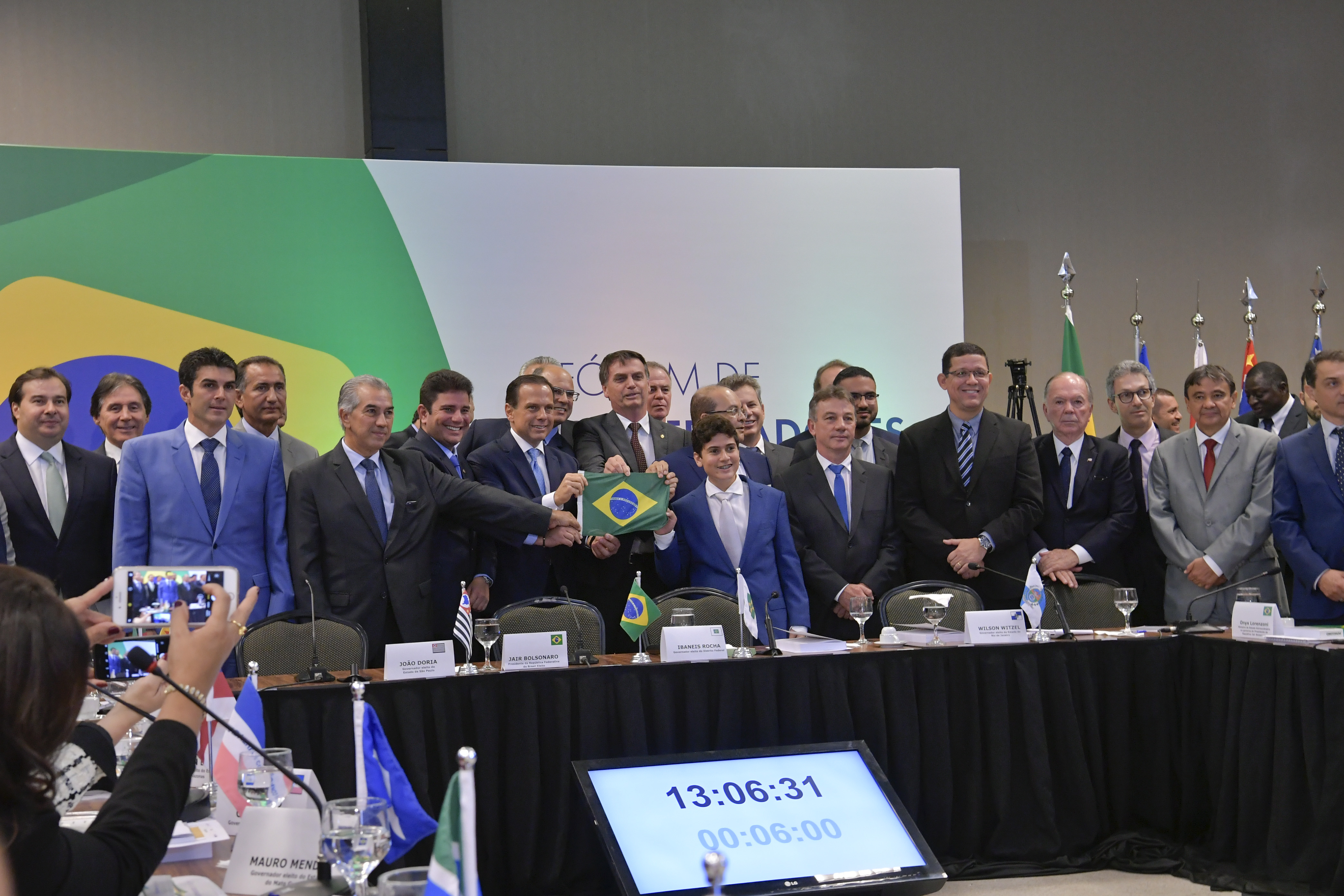
Reunión de los gobernadores de los 26 estados de Brasil y el Distrito Federal con el presidente Jair Bolsonaro, el 14 de noviembre de 2018.

Las Elecciones estatales en Brasil de 2018 se realizaron el 7 de octubre, como parte de las elecciones generales del país, en todos los 26 estados brasileños y en el Distrito Federal. La disputa para gobernador en trece estados (Amazonas, Amapá, Roraima, Rondonia, Pará, Río Grande del Norte, Sergipe, Minas Gerais, São Paulo, Río de Janeiro, Mato Grosso del Sur, Santa Catarina, Río Grande del Sur) y en el Distrito Federal fue para la segunda vuelta.

## Elecciones en los estados
| - Elecciones en Acre - Elecciones en Alagoas - Elecciones en Amapá - Elecciones en Amazonas - Elecciones en Bahia - Elecciones en Ceará - Elecciones en el Distrito Federal - Elecciones en Espírito Santo - Elecciones en Goiás | - Elecciones en Maranhão - Elecciones en Mato Grosso - Elecciones en Mato Grosso del Sur - Elecciones en Minas Gerais - Elecciones en Paraná - Elecciones en Paraíba - Elecciones en Pará - Elecciones en Pernambuco - Elecciones en Piauí | - Elecciones en Río de Janeiro - Elecciones en Río Grande del Norte - Elecciones en Río Grande del Sur - Elecciones en Rondônia - Elecciones en Roraima - Elecciones en São Paulo - Elecciones en Santa Catarina - Elecciones en Sergipe - Elecciones en Tocantins |

## Gobernadores electos
| Estado                                           | Estado               | UF | Gobernador | Gobernador           | Partido | Partido | Vicegobernador        | Partido | Partido | Coalición |
| ------------------------------------------------ | -------------------- | -- | ---------- | -------------------- | ------- | ------- | --------------------- | ------- | ------- | --- |
|                                                  | Acre                 | AC |            | Gladson Cameli       |         | PP      | Major Rocha           |         | PSDB    | Cambio y Competencia Mudança e Competência PP, MDB, DEM, PSDB, PSD, PTB, PR, PMN, SD, PPS y PTC                                                    |
|                                                  | Alagoas              | AL |            | Renan Filho          |         | MDB     | Luciano Barbosa       |         | MDB     | Avanza más Alagoas Avança mais Alagoas MDB, PT, PTB, PDT, PODE, PPS, SD, PR, PCdoB, PHS, PV, AVANTE, PSD, PRTB, DC, PRP, PMB y PMN                 |
|                                                  | Amapá                | AP |            | Waldez Góes          |         | PDT     | Jaime Nunes           |         | PROS    | Con la fuerza del pueblo por más logros Com a força do povo por mais conquistas PDT, PROS, PTB, MDB, DC, PRB, PRP, PCdoB y PMB                     |
|                                                  | Amazonas             | AM |            | Wilson Lima          |         | PSC     | Carlos Almeida        |         | PRTB    | Transformación para un nuevo Amazonas Transformação para um novo Amazonas PSC, PRTB y REDE                                                         |
|                                                  | Bahía                | BA |            | Rui Costa            |         | PT      | João Leão             |         | PP      | Más trabajo por toda Bahia Mais trabalho por toda Bahia PT, PP, PDT, PSD, PSB, PCdoB, PR, PRP, PMB, PODE, AVANTE, PMN, PROS y PTC                  |
|                                                  | Ceará                | CE |            | Camilo Santana       |         | PT      | Izolda Cela           |         | PDT     | Por un Ceará Cada Vez Más Fuerte Por Um Ceará Cada Vez Mais Forte PT, PDT, PP, PSB, PR, PTB, DEM, PCdoB, PPS, PRP, PV, PMN, PPL, PATRI, PRTB y PMB |
|                                                  | Distrito Federal     | DF |            | Ibaneis Rocha        |         | MDB     | Paco Britto           |         | AVANTE  | Para Hacer la diferencia Pra Fazer a Diferença MDB, PP, AVANTE, PSL y PPL                                                                          |
|                                                  | Espírito Santo       | ES |            | Renato Casagrande    |         | PSB     | Jacqueline Moraes     |         | PSB     | Espírito Santo Más Igual Espírito Santo Mais Igual PSB, PHS, PROS, PV, PSC, AVANTE, PTC, PPS, PSDB, PP, DEM, PDT, PPL, DC, SD, PRP y PSD           |
|                                                  | Goiás                | GO |            | Ronaldo Caiado       |         | DEM     | Lincoln Tejota        |         | PROS    | El Cambio es Ahora A Mudança é Agora DEM, PRP, PROS, PMN, PMB, PR, PSC, DC, PSL, PODE, PTC, PRTB y PDT                                             |
|                                                  | Maranhão             | MA |            | Flávio Dino          |         | PCdoB   | Carlos Brandão        |         | PRB     | Todos Por Maranhão Todos Pelo Maranhão PCdoB, PRB, PDT, PPS, PT, AVANTE, PTB, PROS, PSB, PR, DEM, PP, PATRI, PTC, SD y PPL                         |
|                                                  | Mato Grosso          | MT |            | Mauro Mendes         |         | DEM     | Otaviano Pivetta      |         | PDT     | Para Cambiar Mato Grosso Pra Mudar Mato Grosso DEM, PDT, PSD, PSC, MDB, PMB, PHS y PTC                                                             |
|                                                  | Mato Grosso del Sur  | MS |            | Reinaldo Azambuja    |         | PSDB    | Murilo Zauith         |         | DEM     | Avanzar con Responsabilidad Avançar com Responsabilidade PSDB, DEM, PTB, PSL, PMB, PSB, PSD, PP, PPS, PROS, PMN, SD y PATRI                        |
|                                                  | Minas Gerais         | MG |            | Romeu Zema           |         | NOVO    | Paulo Brant           |         | NOVO    | Partido Nuevo Partido Novo (sin coalición) |
|                                                  | Pará                 | PA |            | Helder Barbalho      |         | MDB     | Lúcio Vale            |         | PR      | El Pará de aquí en adelante O Pará daqui pra frente MDB, PR, PP, PSD, PRB, PTB, PODE, PROS, PSC, PSL, PATRI, AVANTE, PHS, DC, PMB y PTC            |
|                                                  | Paraíba              | PB |            | João Azevêdo         |         | PSB     | Lígia Feliciano       |         | PDT     | La Fuerza del Trabajo A Força do Trabalho PSB, PDT, PT, DEM, PTB, PRP, PODE, PRB, PCdoB, AVANTE, PPS, REDE, PMN y PROS                             |
|                                                  | Paraná               | PR |            | Ratinho Junior       |         | PSD     | Darci Piana           |         | PSD     | Paraná Innovador Paraná Inovador PSD, PSC, PRB, PR, PPS, PV, PHS, AVANTE y PODE                                                                    |
|                                                  | Pernambuco           | PE |            | Paulo Câmara         |         | PSB     | Luciana Santos        |         | PCdoB   | Frente Popular de Pernambuco PSB, PCdoB, PT, MDB, PP, PMN, PTC, PRP, PATRI, PSD, PPL y SD                                                          |
|                                                  | Piauí                | PI |            | Wellington Dias      |         | PT      | Regina Sousa          |         | PT      | La Victoria con la Fuerza del Pueblo A Vitória com a Força do Povo PT, MDB, PP, PTB, PCdoB, PRTB y PDT                                             |
|                                                  | Río de Janeiro       | RJ |            | Wilson Witzel        |         | PSC     | Cláudio Castro        |         | PSC     | Más Orden, Más Progreso Mais Ordem, Mais Progresso PSC y PROS                                                                                      |
|                                                  | Río Grande del Norte | RN |            | Fátima Bezerra       |         | PT      | Antenor Roberto       |         | PCdoB   | En el lado correcto Do lado certo PT, PCdoB y PHS                                                                                                  |
|                                                  | Río Grande del Sur   | RS |            | Eduardo Leite        |         | PSDB    | Ranolfo Vieira Júnior |         | PTB     | Rio Grande de la Gente Rio Grande da Gente PSDB, PTB, PP, PRB, PPS, REDE y PHS                                                                     |
|                                                  | Rondonia             | RO |            | Coronel Marcos Rocha |         | PSL     | Zé Jodan              |         | PSL     | Partido Social Liberal (sin coalición) |
|                                                  | Roraima              | RR |            | Antônio Denarium     |         | PSL     | Frutuoso Lins         |         | PTC     | Ahora es Roraima con todo Agora é Roraima com Tudo PSL, PTC, PRB, PRP, PROS, PSC, PPL y PATRI                                                      |
| Archivo:Bandeira do estado de Santa Catarina.svg | Santa Catarina       | SC |            | Carlos Moisés        |         | PSL     | Daniela Reinehr       |         | PSL     | Partido Social Liberal (sin coalición) |
| Archivo:Bandeira de São Paulo.svg                | São Paulo            | SP |            | João Doria           |         | PSDB    | Rodrigo Garcia        |         | DEM     | AceleraSP PSDB, DEM, PSD, PRB, PP y PTC |
|                                                  | Sergipe              | SE |            | Belivaldo Chagas     |         | PSD     | Eliane Aquino         |         | PT      | Para Sergipe Avanzar Pra Sergipe Avançar PSD, PT, MDB, PP, DC, PHS y PCdoB                                                                         |
|                                                  | Tocantins            | TO |            | Mauro Carlesse       |         | PHS     | Wanderlei Barbosa     |         | PHS     | Gobierno de actitud Governo de atitude PHS, PP, DEM, SD, PTC, PRB, AVANTE, PATRI y PROS                                                            |